# Torment: Tides of Numenéra
Torment: Tides of Numenéra est un jeu vidéo de rôle développé par inXile Entertainment pour les plateformes Microsoft Windows, Linux et OS X. Il s'agit d'un successeur du jeu Planescape: Torment créé en 1999 et acclamé par la critique.
L'histoire du jeu prend place à Numenéra, un décor de campagne de fantasy inventé par Monte Cook. Le jeu utilise le moteur de jeu Unity, également utilisé dans Wasteland 2, un autre titre créé par inXile. À l'instar de celle de Planescape: Torment, l'histoire est le moteur de Torment: Tides of Numenera, donnant une plus grande emphase aux interactions entre personnages, plaçant les combats et l'accumulation d'objets en second plan.

## Synopsis
L'histoire prend place dans le « Neuvième Monde », sur Terre, dans un lointain futur (le chiffre d'un milliard d'années a été évoqué). Plusieurs grandes civilisations (huit, d'après les érudits) se sont élevées et ont disparu, laissant derrière elles ruines et reliques des temps passés. Les artefacts qui ont survécu sont appelés les « numenéras ». Issus de sciences et de technologies disparues, ils sont considérés par la plupart des humains comme magiques.
Le joueur incarnera le « Dernier Reliquat » (« Last Castoff » en VO), dernier réceptacle de la conscience d'un homme des temps anciens, qui a su extraire son âme de son corps et la placer dans d'autres, créés en ce but. Cependant, sans qu'il ne le sache, ses anciens corps abandonnés ne meurent pas mais développent une conscience dépourvue de souvenirs. Cet homme, appelé le Dieu Changeant (« Changing God »), est poursuivi par sa Némésis, l'Affliction (« The Sorrow »), qui cherche à le détruire ainsi que ses créations. Le Dernier Reliquat devra retrouver le Dieu Changeant avant que tous deux soient détruits par l'Ange.

## Système de jeu
On y retrouve donc les trois classes emblématiques du jeu de rôle (le Glaive, Le Jack et le Nano), la possibilité d'utiliser des numeneras, les concepts de Réserve de caractéristiques et les Avantages servant à influencer les chances du joueur lors des tests de compétences.
Le jeu se distingue toutefois par son emphase apportée à l'histoire, aux nombreux dialogues du jeu et aux choix du joueur plutôt que dans les combats, moins nombreux et importants que dans d'autres jeux du même genre.

## Développement
Le jeu a été financé avec succès par le public via Kickstarter durant les six premières heures de sa collecte de fonds, le 6 mars 2013. Torment: Tides of Numenéra a pris à Pillars of Eternity la place de jeu vidéo le plus financé sur Kickstarter avec un total de 4 188 927 $ promis par 74 405 soutiens. La sortie du jeu était initialement prévue pour décembre 2014, mais a été déplacée à 2015 en raison de l'ampleur des dons et du contenu additionnel promis en fonction de ces dons, puis repoussée à plusieurs reprises avant d'être fixée définitivement au 28 février 2017 (date précisée dans une information datant du 14 décembre 2016).

## Accueil
- Jeuxvideo.com : 15/20[4]
- Gamekult : 6/10[5]
- Canard PC : 7/10[6]